# 斯图尔特·艾雷
斯图尔特·艾雷（英語：Stuart Airey，1971年10月4日—），生于桑德兰市，英国男子草地滚球运动员。他曾代表英格兰参加2010年和2014年英联邦运动会草地滚球比赛，获得二枚银牌。